# Норвегія на літніх Олімпійських іграх 1908
Норвегія на літніх Олімпійських іграх 1908 року в Лондоні (Велика Британія) була представлена 69 спортсменами (всі — чоловіки), які змагались у 7 видах спорту: легка атлетика, фехтування, гімнастика, веслування, вітрильний спорт, боротьба і стрільба.
Норвегія вдруге взяла участь в літній Олімпіаді. Норвезькі спортсмени завоювали 8 медалей: 2 золоті, 3 срібні і 3 бронзові. Збірна Норвегія посіла 8 загальнокомандне місце.

## Медалісти
| Медаль | Спортсмен | Вид спорту     | Дисципліна                                  | Дата          |
| ------ | --- | -------------- | ------------------------------------------- | ------------- |
| Золото | Альберт Гельгеруд | Стрільба       | довільна гвинтівка, 300 метрів, 3 положення | 11 липня 1908 |
| Золото | Юліус Броте, Альберт Гельгеруд, Ейнар Ліберг, Олаф Сетер, Оле Сетер, Гудбрант Скатебе | Стрільба       | довільна гвинтівка, 300 метрів, команда     | 10 липня 1908 |
| Срібло | Арне Гальсе | Легка атлетика | метання списа, чоловіки                     | 17 липня 1908 |
| Срібло | Артур Амундсен Карл Андерсен Трюгве Бєйсен Герман Боне Оскар Бю Сверре Грєнер Пер Еспенсен Оле Іверсен Еуген Інгебретсен Сігурд Йоханнессен Конрад Карлсруд Ніколай Кієр Карл Клет Тор Ларсен Ханс Лем Рольф Лефдаль Андерс Моен Фритьоф Олсен Карл Педерсен Пауль Педерсен Сігвард Сіверстсен Йоган Скратос Гаральд Смедвик Андреас Странд Олаф Сювертсен Томас Турстенсен Харальд Хальворсен Харальд Хансен Петтер Хол Отто Еутен | Гімнастика     | командне змагання                           | 16 липня 1908 |
| Срібло | Якоб Гундерсен | Боротьба       | понад 73 кг, чоловіки                       | 23 липня 1908 |
| Бронза | Едвар Ларсен | Легка атлетика | потрійний стрибок, чоловіки                 | 25 липня 1908 |
| Бронза | Арне Гальсе | Легка атлетика | метання списа вільним стилем, чоловіки      | 15 липня 1908 |
| Бронза | Оле Сетер | Стрільба       | довільна гвинтівка, 300 метрів, 3 положення | 11 липня 1908 |

### Спортсмени з кількома медалями
| Ім'я              | Вид спорту     |   |   |   | Разом |
| ----------------- | -------------- | - | - | - | ----- |
| Альберт Гельгеруд | Стрільба       | 2 |   |   | 2     |
| Оле Сетер         | Стрільба       | 1 |   | 1 | 2     |
| Арне Гальсе       | Легка атлетика |   | 1 | 1 | 2     |

За видом спорту
| Медалі за видом спорту | Медалі за видом спорту | Медалі за видом спорту | Медалі за видом спорту | Медалі за видом спорту |
| ---------------------- | ---------------------- | ---------------------- | ---------------------- | ---------------------- |
| Вид                    | 1                      | 2                      | 3                      | Всього                 |
| Стрільба               | 2                      | 0                      | 1                      | 3                      |
| Легка атлетика         | 0                      | 1                      | 2                      | 3                      |
| Гімнастика             | 0                      | 1                      | 0                      | 1                      |
| Боротьба               | 0                      | 1                      | 0                      | 1                      |
| Всього                 | 2                      | 3                      | 3                      | 8                      |

## Результати змагань

### Академічне веслування
| Спортсмени | Дисципліна | Чвертьфінал     | Півфінал   | Фінал      |            |
| Отто Крог, Ерік Бюе, Амбросіус Геєр, Густав Гере, Еміль Іргенс, Ганнібал Фегт, Вільгельм Гансен, Аннан Кнудсен, Ейнар Тенсагер | вісімки    | зайняли 2 місце | не пройшли | не пройшли | не пройшли |

### Боротьба
| Спортсмени     | Категорія   | 1/16           | Чвертьфінал         | Півфінал          | Фінал             | Місце |
| -------------- | ----------- | -------------- | ------------------- | ----------------- | ----------------- | ----- |
| Якоб Гундерсен | понад 73 кг | Волтер Вест, W | Фредерік Гамфріс, W | Едвард Нікссон, W | Джордж О'Келлі, L | 2     |

### Вітрильний спорт
| Спортсмени                                                                   | Дисципліна | Судно | Місце |
| Йоган Анкер, Ейнар Гвослеф, Гагбарт Стеффенс, Магнус Конов, Ейлерт Фалх-Лунд | 8 метрів   | Fram  | 4     |

### Гімнастика
| Спортсмен | Дисципліна                       | Фінал | Фінал |
| Спортсмен | Дисципліна                       | Бали  | Місце |
| --- | -------------------------------- | ----- | ----- |
| Конрад Карлсруд | особисте багатоборство, чоловіки | 124   | 84    |
| Петтер Гол | особисте багатоборство, чоловіки | 152.5 | 70    |
| Еуген Інгебретсен | особисте багатоборство, чоловіки | 109   | 94    |
| Уле Іверсен | особисте багатоборство, чоловіки | 117   | 92    |
| Пер Матіас Єсперсен | особисте багатоборство, чоловіки | 120.5 | 87    |
| Карл Клет | особисте багатоборство, чоловіки | 142   | 76    |
| Фрітьйоф Ульсен | особисте багатоборство, чоловіки | 127.5 | 82    |
| Йон Скратос | особисте багатоборство, чоловіки | 154.5 | 67    |
| Карл Альберт Андерсен Германн Боне Трюгве Беєсен Оскар Бюе Конрад Карлсруд Сверре Гренер Гаралл Галворсен Гаралл Гансен Петтер Гуль Еуген Інгебретсен Уле Іверсен Пер Матіас Єсперсен Сігге Юганнессен Ніколай Х'єр Карл Клет Тор Ларсен Ролф Лефдал Ганс Лем Андерс Муен Фрітьйоф Ульсен Карл Альфред Педерсен Паул Педерсен Сігвар Сівертсен Йон Скратос Гаральд Смедвік Андреас Странн Улаф Сювертсен Томас Торстенсен | командне багатоборство, чоловіки | 425   | 2     |

### Легка атлетика
| Спортсмен         | Дисципліна                             | Гіт       | Гіт   | Півфінал   | Півфінал   | Фінал      | Фінал      |
| Спортсмен         | Дисципліна                             | Результат | Місце | Результат  | Місце      | Результат  | Місце      |
| ----------------- | -------------------------------------- | --------- | ----- | ---------- | ---------- | ---------- | ---------- |
| Оскар Гуттормсен  | 100 м, чоловіки                        | 12 с      | 2     | не пройшов | не пройшов | не пройшов | не пройшов |
| Оскар Гуттормсен  | 200 м, чоловіки                        | н/д       | 1     | н/д        | 4          | не пройшов | не пройшов |
| Оскар Гуттормсен  | 400 м, чоловіки                        | н/д       | 2     | не пройшов | не пройшов | не пройшов | не пройшов |
| Оскар Гуттормсен  | 110 м з бар'єрами, чоловіки            | н/д       | 2     | не пройшов | не пройшов | не пройшов | не пройшов |
| Оскар Гуттормсен  | потрійний стрибок, чоловіки            | Bye       | Bye   | Bye        | Bye        | 13,6 м     | 14         |
| Йон Югансен       | 100 м, чоловіки                        | 11,7 с    | 2     | не пройшов | не пройшов | не пройшов | не пройшов |
| Йон Югансен       | метання списа, чоловіки                | Bye       | Bye   | Bye        | Bye        | н/д        | 8-16       |
| Йон Югансен       | метання списа вільним стилем, чоловіки | Bye       | Bye   | Bye        | Bye        | н/д        | 10-33      |
| Оскар Ларсен      | 1500 м, чоловіки                       | Bye       | Bye   | н/д        | 4          | не пройшов | не пройшов |
| Нільс Дал         | 1500 м, чоловіки                       | Bye       | Bye   | н/д        | 7          | не пройшов | не пройшов |
| Вільгельм Блюстад | 110 м з бар'єрами, чоловіки            | н/д       | 2     | не пройшов | не пройшов | не пройшов | не пройшов |
| Вільгельм Блюстад | стрибки у висоту з місця, чоловіки     | Bye       | Bye   | Bye        | Bye        | 1,42 м     | 8          |
| Генрі Ульсен      | стрибки у висоту, чоловіки             | Bye       | Bye   | Bye        | Bye        | 1,72 м     | 13         |
| Генрі Ульсен      | стрибки у довжину, чоловіки            | Bye       | Bye   | Bye        | Bye        | н/д        | 21-32      |
| Генрі Ульсен      | потрійний стрибок, чоловіки            | Bye       | Bye   | Bye        | Bye        | 13,17      | 13         |
| Отто Монсен       | стрибки у висоту, чоловіки             | Bye       | Bye   | Bye        | Bye        | заступ     | —          |
| Едвар Ларсен      | потрійний стрибок, чоловіки            | Bye       | Bye   | Bye        | Bye        | 14,39 с    | 3          |
| Арне Галсе        | штовхання ядра, чоловіки               | Bye       | Bye   | Bye        | Bye        | н/д        | 9-25       |
| Арне Галсе        | метання списа, чоловіки                | Bye       | Bye   | Bye        | Bye        | 50,57 м    | 2          |
| Арне Галсе        | метання списа вільним стилем, чоловіки | Bye       | Bye   | Bye        | Bye        | 49,73 м    | 3          |
| Йон Фалхенберг    | метання диска, чоловіки                | Bye       | Bye   | Bye        | Bye        | н/д        | 12-42      |
| Конрад Карлсруд   | метання списа вільним стилем, чоловіки | Bye       | Bye   | Bye        | Bye        | н/д        | 10-33      |

### Стрільба
| Дисципліна                                  | Спортсмен                                                                            | Фінал | Фінал |
| Дисципліна                                  | Спортсмен                                                                            | Бали  | Місце |
| ------------------------------------------- | ------------------------------------------------------------------------------------ | ----- | ----- |
| гвинтівка, 1000 ярдів                       | Єрген Бру                                                                            | 82    | 28    |
| гвинтівка, 1000 ярдів                       | Георг Ердманн                                                                        | 61    | 40    |
| гвинтівка, 1000 ярдів                       | Асмунн Енгер                                                                         | 58    | 41    |
| гвинтівка, 1000 ярдів                       | Колб'єрн Квам                                                                        | 58    | 41    |
| гвинтівка, 1000 ярдів                       | Матіас Гломнес                                                                       | 26    | 47    |
| гвинтівка, 1000 ярдів                       | Олівіус Скюмуен                                                                      |       | AC    |
| Довільна гвинтівка, 300 метрів              | Альберт Гельгеруд                                                                    | 909   | 1     |
| Довільна гвинтівка, 300 метрів              | Оле Сетер                                                                            | 883   | 3     |
| Довільна гвинтівка, 300 метрів              | Юліус Броте                                                                          | 851   | 6     |
| Довільна гвинтівка, 300 метрів              | Олаф Сетер                                                                           | 830   | 9     |
| Довільна гвинтівка, 300 метрів              | Георг Ердманн                                                                        | 821   | 13    |
| Довільна гвинтівка, 300 метрів              | Колб'єрн Квам                                                                        | 777   | 19    |
| Довільна гвинтівка, 300 метрів              | Олівіус Скюмуен                                                                      | 760   | 24    |
| Довільна гвинтівка, 300 метрів              | Пер Улаф Ульсен                                                                      | 752   | 26    |
| Довільна гвинтівка, 300 метрів              | Матіас Гломнес                                                                       | 563   | 47    |
| довільна гвинтівка серед команд, 300 метрів | Альберт Гельгеруд Оле Сетер Гудбранн Скаттебое Олаф Сетер Юліус Броте Ейнар Ліберг   | 5055  | 1     |
| армійська гвинтівка серед команд            | Оле Сетер Ейнар Ліберг Гудбранд Скаттебое Альберт Гельгеруд Матіас Гломнес Єрген Бру | 2192  | 6     |

### Фехтування
| Спортсмен      | Дисципліна      | Перший раунд   | Другий раунд | Півфінал   | Фінал      |
| Ганс Бергсланн | шпага, чоловіки | зайняв 6 місце | не пройшов   | не пройшов | не пройшов |